# Ilokánština
Ilokánština (ilokánsky: Pagsasao nga Ilokano) je třetí nejpoužívanější jazyk na Filipínách. Používá se především na severu Filipín (na ostrově Luzon), kde slouží i jako lingua franca.
Ilokánština patří (spolu s ostatními jazyky Filipín) do velké jazykové rodiny austronéských jazyků, která má původ na Tchaj-wanu, ale je rozšířena i v jihovýchodní Asii, v Oceánii nebo na Madagaskaru. V rámci austronéských jazyků se ilokánština řadí do podskupiny filipínských jazyků. Nejbližší jazyk ilokánštině je jazyk balango, se kterým je částečně srozumitelná.
Počet mluvčích se odhaduje na 9 milionů, ale v oblasti severního Luzonu slouží jako lingua franca, a proto má ještě přibližně další 2 miliony mluvčích.

## Zápis
Historicky se ilokánština zapisovala tradičním písmem kur-itan, případně písmem baybayin (který používala mj. i stará tagalogština). V současnosti se ilokánština zapisuje latinkou. Za zmínu stojí také starý ilokánský epos Biag ni Lam-ang (život Lam-anga), který se dochoval z předkoloniálních dob.

### Ilokánská abeceda
```
Aa Bb Cc Dd Ee Ff Gg Hh Ii Jj Kk Ll Mm Nn Ññ NGng Oo Pp Qq Rr Ss Tt Uu Vv Ww Xx Yy Zz
```

## Příklady

### Číslovky
| Ilokánsky       | Česky |
| maysa, ᜋᜌ᜔ᜐ      | jeden |
| dua, ᜇᜓᜀ         | dva   |
| tallo, ᜆᜎ᜔ᜎᜓ      | tři   |
| uppat, ᜂᜉᜆ᜔      | čtyři |
| lima, ᜎᜒᜋ        | pět   |
| innem, ᜁᜈ᜔ᜈᜒ      | šest  |
| pito, ᜉᜒᜆᜓ        | sedm  |
| walo, ᜏᜎᜓ        | osm   |
| siam, ᜐᜒᜀᜋ᜔       | devět |
| sangapulo, ᜐᜅᜉᜓᜎᜓ | deset |

## Ukázka
Některé základní fráze v ilokánštině:
| Česky            | Ilokánsky         |
| ---------------- | ----------------- |
| Ano              | Wen               |
| Ne               | Saan              |
| Jak se máš?      | Kumustaka?        |
| Dobrý den        | Naimbag nga aldaw |
| Jak se jmenuješ? | Ania ti naganmo?  |

Otčenáš v ilokánštině:
Amami, ñga addaca sadi lañgit,
Madaydayao coma ti Naganmo.
Umay cuma ti pagariam.
Maaramid cuma ti pagayatam
Cas sadi lañgit casta met ditoy daga.
Itedmo cadacam ita ti taraonmi iti inaldao.
Quet pacaoanennacami cadaguiti ut-utangmi,
A cas met panamacaoanmi
Cadaguiti nacautang cadacami.
Quet dinacam iyeg iti pannacasulisog,
No di quet isalacannacami iti daques. Amen.

### Všeobecná deklarace lidských práv
| ilokánsky | Amin nga tao nga sibibiag ket naiyanak a siwawayawaya ken addaan iti agpapada nga dayaw ken kalintegan. Naikkanda ti panagikalintegan ken konsensya a nasken ti panagtitinnulong iti meysa ken meysa iti espiritu nga nainkak-absatan. |
| česky     | Všichni lidé se rodí svobodní a sobě rovní co do důstojnosti a práv. Jsou nadáni rozumem a svědomím a mají spolu jednat v duchu bratrství.                                                                                             |

## Galerie

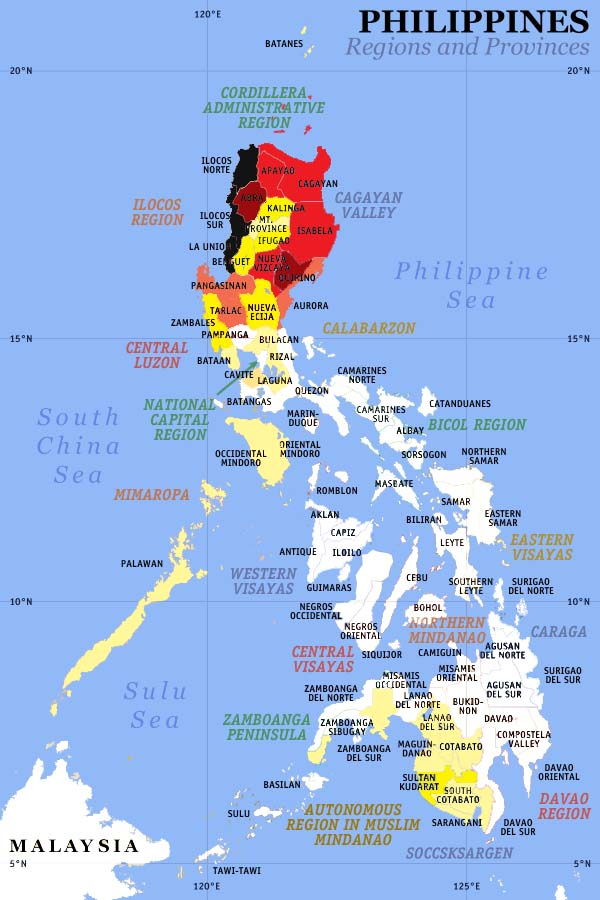
Podíl mluvčích ilokánštiny v jednotlivých částech Filipín
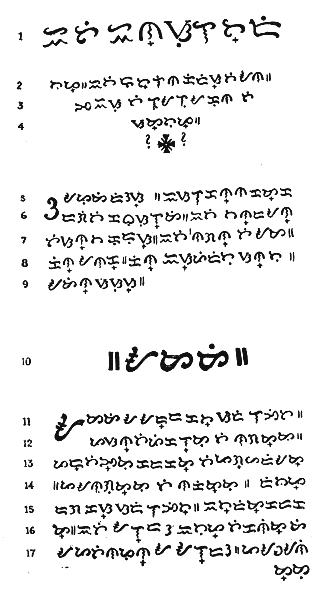
Otčenáš v ilokánštině, psaný písmem baybayin
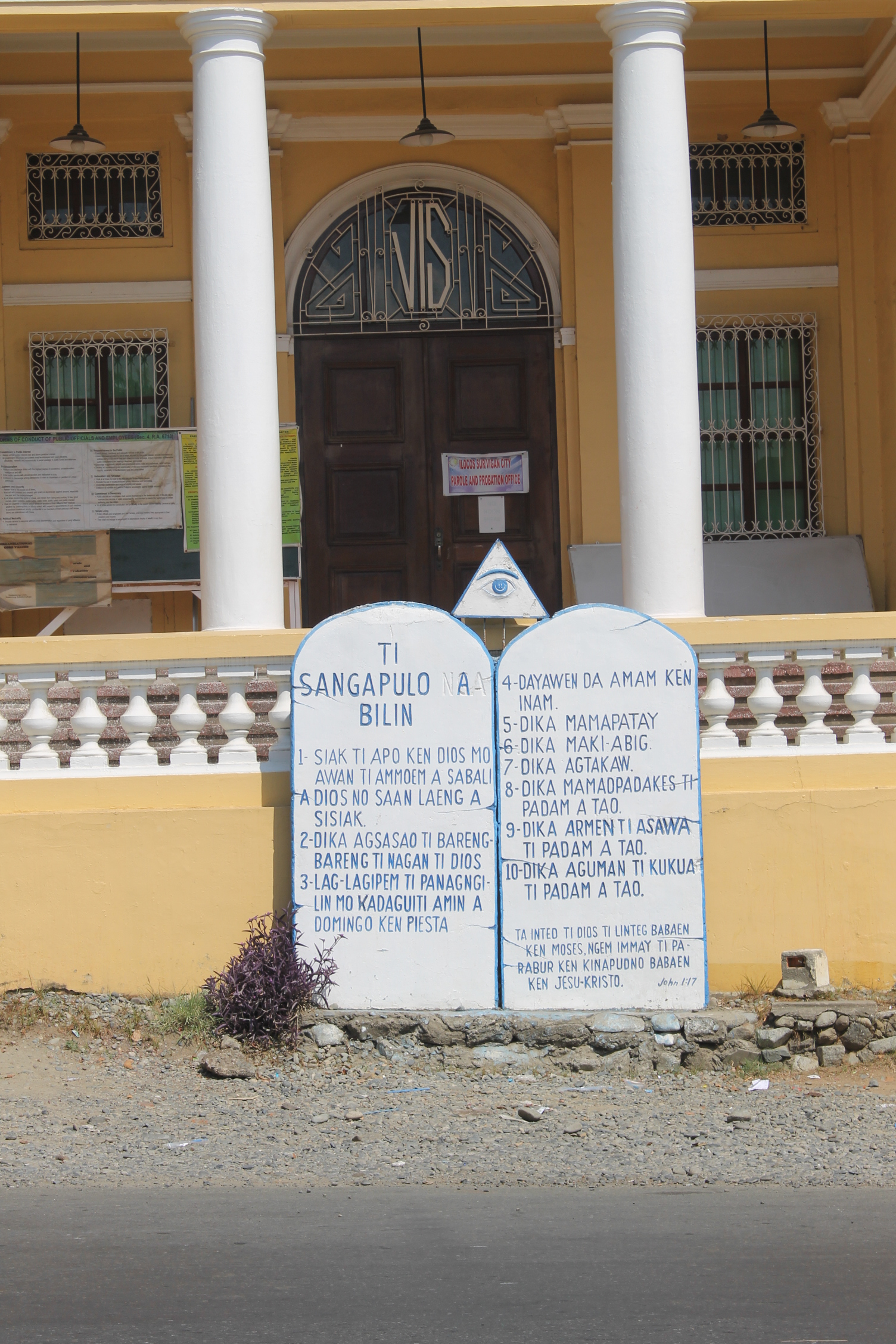
Desatero v ilokánštině
- Video: mluvené slovo v ilokánštině (zvuková ukázka ilokánštiny)